# Брезје (Челић)
Брезје је насељено мјесто у општини Челић, Босна и Херцеговина.

## Историја
До рата је ово насеље било у саставу општине Лопаре.

## Становништво
|             | 2013.       | 1991.        | 1981.        | 1971.        |
| Укупно      | 20 (100,0%) | 234 (100,0%) | 297 (100,0%) | 311 (100,0%) |
| Срби        | 20 (100,0%) | 230 (98,29%) | 293 (98,65%) | 308 (99,04%) |
| Хрвати      | –           | 2 (0,855%)   | –            | –            |
| Југословени | –           | 1 (0,427%)   | 4 (1,347%)   | 1 (0,322%)   |
| Остали      | –           | 1 (0,427%)   | –            | 2 (0,643%)   |